# La Lettre (film, 1940)
Pour les articles homonymes, voir La Lettre et The Letter.
Pour plus de détails, voir Fiche technique et Distribution.
La Lettre (The Letter) est un film américain réalisé par William Wyler, sorti en 1940.

## Synopsis
Une nuit à Sumatra, dans une plantation, des coups de feu éclatent. Un homme sort d’une maison en titubant suivi d’une femme qui vide sur lui un barillet de revolver. Leslie Crosbie a abattu Geoffroy Hammond, un ami de la famille. Un moment de choc passé, elle fait venir son mari, un policier et l'avocat de la famille. Elle mime, avec d'impressionnants talents d'actrice, la scène qui se serait produite lorsqu'Hammond aurait tenté d’abuser d’elle. Tout le monde est prêt à croire sa version des faits. Leslie est en prison attendant son procès, certaine d'être acquittée. Mais, rebondissement, l'assistant de l'avocat informe celui-ci de l'existence d'une lettre écrite de la main de Leslie, invitant Geoffroy Hammond chez elle le soir du meurtre. L'assistant révèle ensuite à son responsable que cette information vient de la veuve eurasienne de Hammond et que celle-ci en demande la somme de 10 000 dollars. L'avocat se refuse tout d'abord, par éthique, à racheter ce document qui menacerait grandement la remise en liberté de Leslie, avant de céder par amitié pour le mari, qui pourrait souffrir atrocement d'une accusation de meurtre sur sa femme. L'avocat arrive à faire sortir Leslie de prison le temps de récupérer la lettre (condition exigée par la veuve). Elle est bien acquittée, malgré une plaidoirie hésitante de l'avocat, mal à l'aise. Elle devra toutefois confesser la vérité à son mari afin d'expliquer la dépense des dix mille dollars. Toujours amoureux, il lui pardonne. Leslie, par contre, ne l'aime plus et préfère prendre le risque de se faire tuer par  Mme Hammond qui la guette dans le jardin.

## Fiche technique
- Titre : La Lettre
- Titre original : The Letter
- Réalisation : William Wyler
- Scénario : Howard Koch d'après la pièce de Somerset Maugham
- Production : Hal B. Wallis (producteur associé), Robert Lord et Jack Warner (producteurs exécutifs)
- Société de production : Warner Bros.
- Photographie : Tony Gaudio
- Montage : George Amy et Warren Low
- Musique : Max Steiner
- Décors : Carl Jules Weyl
- Costumes : Orry-Kelly
- Pays d'origine : États-Unis
- Langue : anglais
- Format : Noir et blanc
- Genre : Drame
- Durée : 95 minutes
- Date de sortie : 1940
- Affiche : Boris Grinsson (France)

## Distribution

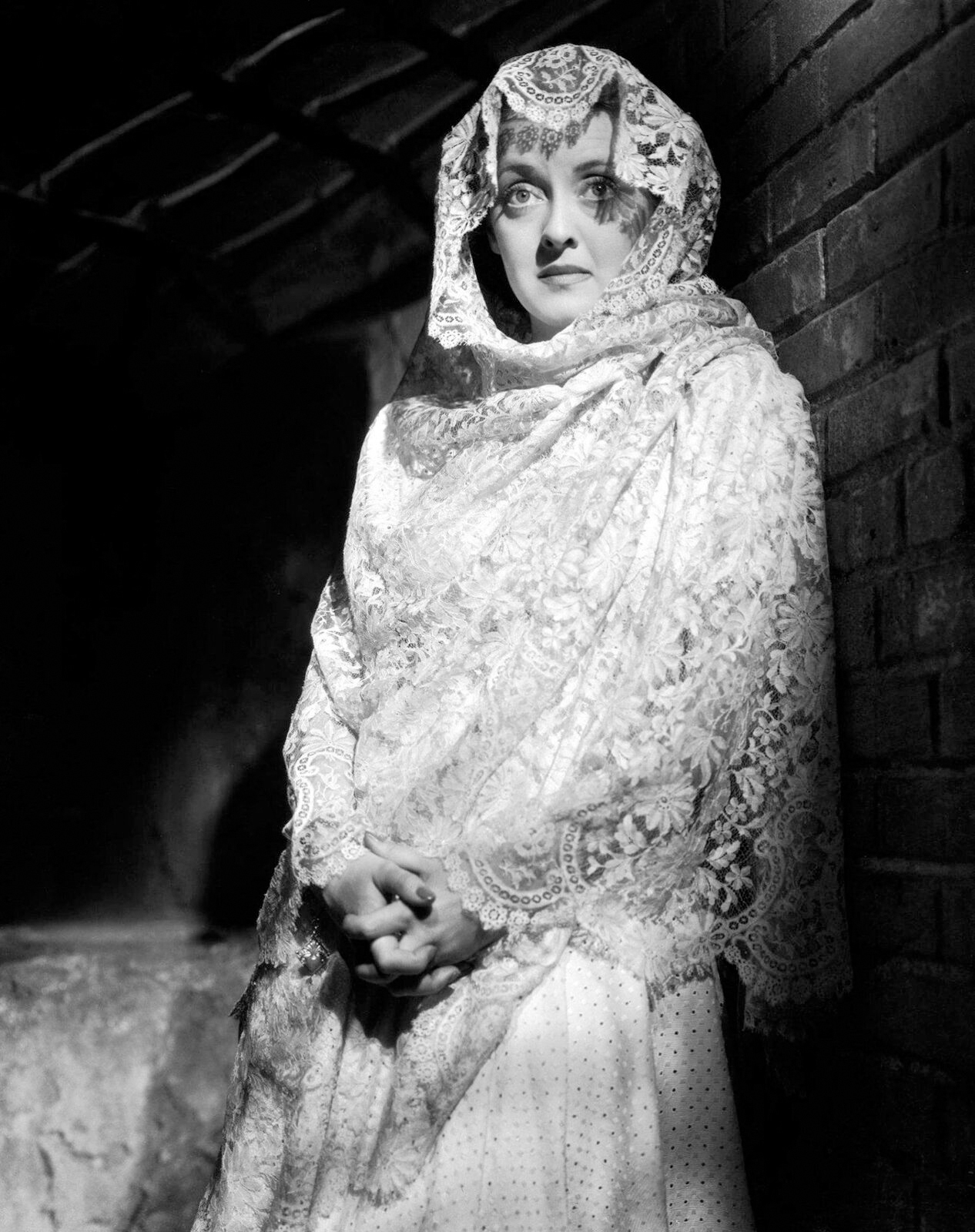
Bette Davis dans une scène du film.

- Bette Davis (VF : Denise Bosc) : Leslie Crosbie
- Herbert Marshall (VF : Raymond Loyer) : Robert Crosbie
- James Stephenson (VF : Claude Peran) : Howard Joyce
- Gale Sondergaard : Mme Hammond
- David Newell : Geoffrey Hammond
- Frieda Inescort : Mme Joyce
- Bruce Lester : John Withers
- Cecil Kellaway : Prescott
- Victor Sen Yung : Ong Chi Seng
- Willie Fung : Chung Hi
- Doris Lloyd : Mme Cooper
- Tetsu Komai : le serveur en chef

Acteurs non crédités :
- Leonard Mudie : Fred
- Douglas Walton : un jeune homme attentionné

## Voix françaises
- Denise Bosc (Bette Davis)
- Claude Peran    (James Stephenson )
- Michel Gudin    (Bruce Lester )
- Raymond Loyer    (Herbert Marshall)

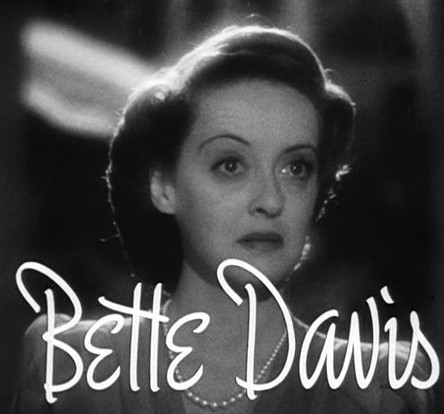
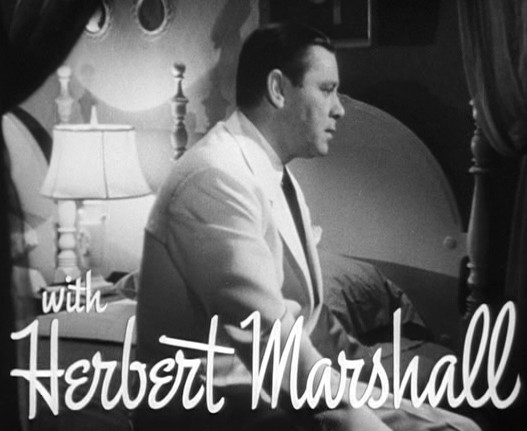
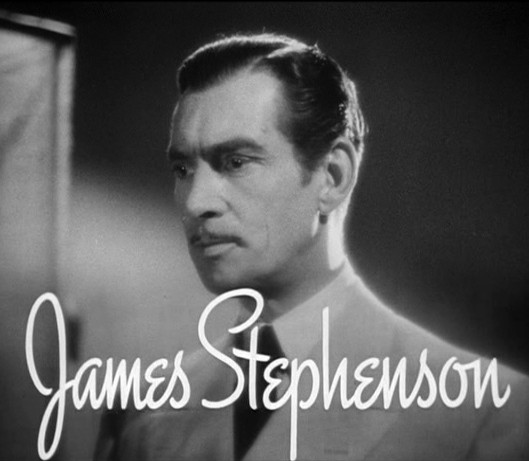
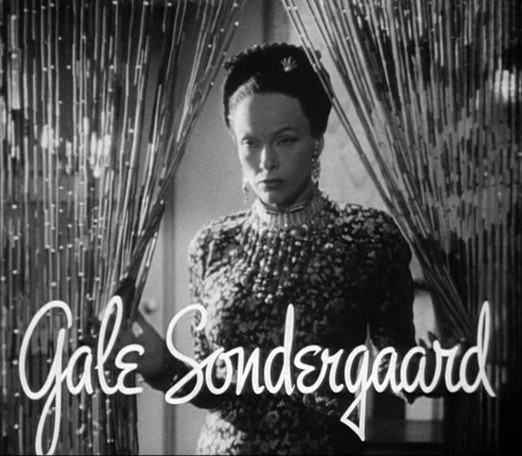

## Autour du film
- Le film reçut sept candidatures à l'Oscar : meilleur film et meilleur réalisateur, meilleure actrice (Bette Davis), meilleur acteur dans un second rôle (James Stephenson), meilleure musique, meilleure photographie, meilleur montage.

## Critique
« William Wyler a évidemment tiré de cette histoire le maximum d’avantages pour Bette Davis. Son jeu rentré fait merveille dans ce rôle de bourgeoise à lunettes et à ouvrage de dentelle, cachant derrière ce petit visage intelligent et têtu un monde pervers de passions incoercibles. (…) Nous attendons pourtant mieux de Wyler qu’une preuve supplémentaire du talent de Bette Davis sous sa direction. »